# 国際自動車商事
国際自動車商事（こくさいじどうしゃしょうじ）は昭和20年代後半から昭和45年（1970年）頃まで存在した輸入車ディーラー。経営母体は観光バスやハイヤー・タクシー業界の大手、国際自動車である。本社・ショールームは東京都港区赤坂溜池町（現在の赤坂二丁目）、現在の国際赤坂ビルの場所にあった。
創業当初の取り扱い車種は当時きわめて少数派であったイタリア製アルファロメオとランチアで、同社が第二次世界大戦後最初に輸入した2台のアルファロメオ・1900のうち、一台は当時の皇太子明仁親王の学友の所有となり、明仁親王もこれを運転したという逸話が残っている。（同時に6C2500ベルリーナも輸入された）これらのアルファロメオはイタリア人宣教師が1954年に落成した東京都目黒区のカトリック碑文谷教会の建設資金を賄うために国内に持ち込んだものと言われる。
また、最初に輸入されたランチアはアッピア4台で、内1台は服部時計店のオーナー一族の元に納入された。このように、きわめて少数の高級マニア向けの商売を行うことを特徴とした。
1950年代後半、外貨制限が厳しくなった期間は駐留米軍人向けのアルファロメオ販売、イタリア大使館へのランチア・フラミニアの納入、新三菱重工業製の国産車販売などで糊口をしのいだが、1963年頃にはアルファロメオの輸入代理権を伊藤忠オートに、ランチアのそれを山田輪盛館に譲渡するなど、一時活動休止状態になった。
しかし1965年秋の外車ショー（東京オートショー）にランチア・フラヴィアを2台（スポルト・ザガートとコンバーチブル）とランチア・フルヴィア・クーペ1台を出品して、ランチア輸入代理店として復活、1970年の輸入中止までにフラヴィアはじめフルヴィア、フラミニアを数十台輸入した。同社取扱車のリアウインドウには黒地に金の縁取りの中に'Kokusai Jidousha Shoji'と書かれたステッカーが貼られていた。この時代の顧客の一人に、小説家・安部公房(フルヴィア・スポルト・ザガートを購入)がいる。
1970年、同社はハイヤー・タクシー事業を行うケイエム国際（株）に吸収合併され、間もなくランチアの輸入販売を終了、1972年3月に日本自動車輸入組合を退会、国際自動車グループの自動車輸入事業に終止符が打たれた。ランチアの輸入は1976年にフィアット代理店のロイヤル・モータースが再開するまで中絶する。